# الكلية الأمريكية للجراحين البيطريين
الكلية الأمريكية للجراحين البيطريين (بالإنجليزية: American College of Veterinary Surgeons أو ACVS) هي المجلس المتخصص الذي يحدد معايير التميز الجراحية في مجال الطب البيطري، يعزز التقدم ويوفر أحدث البرامج في تعليم الجراحة البيطرية. والكلية الأمريكية للجراحين البيطريين هي المسؤولة عن الإشراف على التدريب والفحص (الامتحان) وإصدار شهادات الجراحين البيطريين المعتمدين من المجلس.